# Purcelliana problematica
Purcelliana problematica is een spinnensoort in de taxonomische indeling van de Prodidomidae.
Het dier behoort tot het geslacht Purcelliana. De wetenschappelijke naam van de soort werd voor het eerst geldig gepubliceerd in 1964 door John A.L. Cooke.